# 歐尼帕克豪斯酒店
歐尼帕克豪斯酒店（英語：Omni Parker House Hotel）是一間於1927年建立於美國波士頓麻薩諸塞州的歷史悠久酒店。最初的帕克豪斯酒店於1855年10月8日開業，成為美國連續經營最長的酒店，新的建築物在成立5年之後才開始施工。在1866年至1925年之間，帕克豪斯酒店擴大約41,400平方英尺面積規模，鄰近波士頓特雷蒙特、學校、學校街和查普曼廣場。創辦人哈維·D·帕克於1884年經營該酒店，直至他死亡時將該酒店交給他的合夥人。

## 外部連結
- Official Web site （页面存档备份，存于）
- . Menus. 1949  [2020-09-02]. （原始内容存档于2020-02-19） –New York Public Library.
- Secrets of Beantown, from Auddissey Guides （页面存档备份，存于）